# Kōnosuke Uda
Kōnosuke Uda (宇田 鋼之介 Uda Kōnosuke?, Prefectura de Shizuoka, 1 de febrero de 1966) es un director y guionista gráfico de anime japonés. Su trabajo más notable ha sido como director de la serie One Piece, incluidos dos de sus largometrajes.

## Biografía
Durante su época de escuela secundaria, se dedicó de lleno al cine y pasaba su tiempo creando videos en películas de 8 mm. Después de ingresar a una escuela secundaria técnica para estudiar electricidad, su interés por la historia se intensificó y decidió aspirar a estudiar en una facultad de historia, pero no logró pasar el examen de ingreso a la universidad. Aunque fue aceptado en otra universidad, decidió no asistir y pasó sus días en un estado de desconcierto, sin embargo, debido a su amor por la creación y el dibujo, así como la producción de videos y creación de dōjinshi, decidió aspirar a trabajar en la industria de la animación, convenció a sus padres y se matriculó en la Escuela de Diseño de Tokio.
Después de ingresar en una escuela técnica, se dedicó a estudiar mientras trabajaba a medio tiempo haciendo trazos de videos para Transformers: Generación 1 y, junto con sus compañeros de la escuela, trabajó en proyectos independientes. Al haber dirigido uno de estos proyectos independientes, su interés por el trabajo de dirección y el ámbito profesional se intensificó. Un profesor de la escuela, que observó el proceso de estas producciones independientes, lo invitó a unirse a una compañía de producción mientras aún estaba estudiando. Después de completar su primer trabajo como asistente de producción en el comercial animado Honobono Lake, el presidente de la compañía le ofreció la oportunidad de ser transferido a Toei Doga (actualmente Toei Animation), donde fue asignado como asistente de dirección en el equipo de producción de la película colaborativa Transformers: La Película. Tras la finalización de esta película, fue invitado por Kōzō Morishita, quien fue el director de producción en Japón, a encargarse de la producción y asistencia de dirección de un piloto. Luego, continuó trabajando en la producción de la tercera temporada de Transformers, y permaneció en Toei Doga. Durante su participación en Akuma-kun, quedó impresionado por el trabajo de Jun'ichi Satō, y bajo su guía, perfeccionó sus habilidades y debutó como director de episodios en Kingyo Chūihō!.
En junio de 1999, se convirtió en el director de la serie anime de televisión One Piece. Se desempeñó como el primer director de la serie durante seis años, convirtiéndose en su obra más representativa.

## Estilo e influencias
Al crear una obra, considera aspectos como la personalidad de cada personaje, sus calificaciones, la estructura familiar y cómo pasaron su infancia, incluso si estos detalles no están directamente relacionados con la trama. Una de las razones para adoptar este estilo es el impacto que le causó la descripción de los personajes en la novela Ana de las Tejas Verdes.
Entre sus obras favoritas se encuentran Space Battleship Yamato y Galaxy Express 999. También menciona que ha sido influenciado por Star Wars, Tiburón y The Silence of the Lambs.
Durante su época como asistente de dirección, llegó a perder la pasión por su trabajo y consideró abandonar la industria. En ese momento, escuchó de su colega Takuya Igarashi, quien también estaba considerando dejar su trabajo, que “Jun'ichi Satō era una persona increíble y que quería continuar trabajando bajo su dirección”. Debido a que en ese entonces Uda solo veía las obras en las que estaba involucrado, fue la primera vez que escuchó sobre Satō a través de Igarashi. Poco después, fue asignado al equipo de Akuma-kun, donde Satō era el director de la serie. Dado que el trabajo de Satō se alineaba con el ideal de Uda, se declaró a sí mismo discípulo de Satō y se dedicó intensamente a aprender de él. Además, Uda valoró mucho el hecho de haber estado rodeado de colegas de su misma generación, como Igarashi, Kunihiko Ikuhara y Kensei Sasaki, quienes se estimulaban mutuamente y se esforzaban por mejorar, lo que él considera como una “suerte”. Posteriormente, pensó que si lograba dirigir un proyecto, podría dejar la industria sin remordimientos, y se dedicó a la dirección de Kingyo Chūihō!, sin embargo, se sintió frustrado al ver que el proceso de edición, la música y el doblaje estaban muy alejados de lo que había imaginado, lo que le llevó a decidir quedarse en la industria. Uda reflexionó sobre esta experiencia diciendo que “no supo cómo dar lo mejor de sí mismo en ese momento”.

## Trabajos

### Series de televisión
Destaca papeles con funciones de dirección de series.
     Destaca papeles con funciones de asistente de dirección o supervisión.
| Año  | Título                                      | Director(es)                                    | Estudio                                | Funciones | Refs.  |
| ---- | ------------------------------------------- | ----------------------------------------------- | -------------------------------------- | --- | ------ |
| 1989 | Akuma-kun                                   | Jun'ichi Satō                                   | Toei Animation                         | Director asistente (#30, 33, 36, 41) | [ 10 ] |
| 1991 | Kingyo Chūihō!                              | Jun'ichi Satō                                   | Toei Animation                         | Director de episodio (#48) Director de unidad asistente (#2, 6, 10, 14, 18, 22, 26, 30, 32, 36, 40, 44, 48, 52) | [ 11 ] |
| 1992 | Bishōjo Senshi Sailor Moon                  | Jun'ichi Satō                                   | Toei Animation                         | Director de episodio (#45) Director de episodio asistente | [ 12 ] |
| 1993 | Bishōjo Senshi Sailor Moon R                | Jun'ichi Satō (#1-13) Kunihiko Ikuhara (#14-43) | Toei Animation                         | Director de episodios (#61, 70, 81, 86, 89) Guionista gráfico (#70, 81, 86, 89) | [ 13 ] |
| 1994 | Bishōjo Senshi Sailor Moon S                | Kunihiko Ikuhara                                | Toei Animation                         | Director asistente (#90, 96, 100, 113, 120, 122, 125) Director de episodios (#96, 113, 120, 125) Guionista gráfico (#96, 113, 120) Avance de producción (#4, 15, 19, 27) | [ 14 ] |
| 1995 | Bishōjo Senshi Sailor Moon SuperS           | Kunihiko Ikuhara                                | Toei Animation                         | Director de episodios (#148, 155) | [ 15 ] |
| 1996 | Gegege no Kitarō                            | Daisuke Nishio                                  | Toei Animation                         | Director de episodios (#7, 11, 16, 21, 25, 31, 35, 40, 44, 48, 53, 59, 64-65, 69) | [ 16 ] |
| 1997 | Kindaichi Shōnen no Jikenbo                 | Daisuke Nishio                                  | Toei Animation                         | Director de episodios (#3, 9, 14, 22, 28, 59, 70, 82, 90, 99, 104) Guionista gráfico (#3, 9, 14, 22, 28, 59, 70, 82, 90, 99, 104, 109) | [ 17 ] |
| 1998 | Mamotte Shugogetten                         | Yukio Kaizawa                                   | Toei Animation                         | Director de episodios (#4, 8, 12, 18, 22) | [ 18 ] |
| 1999 | Kakyūsei                                    | Norio Kashima                                   | PP Project                             | Guionista gráfico (#9) | [ 19 ] |
| 1999 | One Piece                                   | Kōnosuke Uda (#1-278)                           | Toei Animation                         | Director (#1-278) Director de la serie (#1-278) Director de episodios (#1, 8, 15, 19, 27, 36, 44, 54, 62, 67, 74, 86, 93, 102, 107, 164, 173, 182, 202, 230, 232, 243) Guionista gráfico (#1, 8, 15, 19, 22, 27, 36, 40, 44, 48, 54, 62, 67, 74, 86, 93, 102, 107, 114, 164, 173, 182, 202, 243) | [ 7 ]  |
| 2006 | Air Gear                                    | Hajime Kamegaki                                 | Toei Animation Marvelous Entertainment | Director de episodio (#16) | [ 20 ] |
| 2006 | Binbō Shimai Monogatari                     | Yukio Kaizawa                                   | Toei Animation                         | Guionista gráfico (#6, 9) | [ 21 ] |
| 2006 | Gin'iro no Olynssis                         | Katsumi Tokoro                                  | Toei Animation                         | Guionista gráfico (#8) | [ 22 ] |
| 2007 | Lovely★Complex                              | Kōnosuke Uda                                    | Toei Animation                         | Director Director de episodios (#1, 24) | [ 23 ] |
| 2007 | Hatara Kids My Ham Gumi                     | Tetsuo Imazawa                                  | Toei Animation                         | Director de episodio (#25) | [ 24 ] |
| 2011 | Toriko                                      | Akifumi Zako Hidehito Ueda (#100-131)           | Toei Animation                         | Director de episodio (#32) Guionista gráfico (#32) | [ 25 ] |
| 2012 | Ginga e Kickoff!!                           | Kōnosuke Uda                                    | Toei Animation                         | Director Guionista gráfico (#1-2) | [ 26 ] |
| 2013 | Tamayura - More Aggressive                  | Jun'ichi Satō                                   | TYO Animations                         | Guionista gráfico (#8, 8.5) Director de unidad (#8) | [ 27 ] |
| 2014 | Majin Bone                                  | Kōnosuke Uda                                    | Toei Animation                         | Director Director de episodios (#1, 52) Guionista gráfico (#1-2, 12, 29, 51-52) | [ 28 ] |
| 2016 | Days                                        | Kōnosuke Uda                                    | MAPPA                                  | Director Composición de la serie Director de episodios (#12, 24) Guionista gráfico (#12, 23-24; OP 2) Director de unidad (#OP 2) | [ 29 ] |
| 2016 | Yuri!!! on Ice                              | Sayo Yamamoto                                   | MAPPA                                  | Guionista gráfico (#12) | [ 30 ] |
| 2017 | Kakegurui                                   | Yūichirō Hayashi                                | MAPPA                                  | Director de episodio (#9) | [ 31 ] |
| 2017 | Dies Irae                                   | Susumu Kudō                                     | A.C.G.T                                | Guionista gráfico (#5) | [ 32 ] |
| 2017 | Shōkoku no Altair                           | Kazuhiro Furuhashi                              | MAPPA                                  | Guionista gráfico (#OP 1-2) Director de unidad (#OP 1-2) | [ 33 ] |
| 2018 | Zombie Land Saga                            | Munehisa Sakai                                  | MAPPA                                  | Director de episodios (#7, 11) Guionista gráfico (#11) | [ 34 ] |
| 2018 | Hinomaru Zumō                               | Kōnosuke Uda Yasutaka Yamamoto                  | Gonzo                                  | Director jefe Composición de la serie Director de sonido Director de episodio (#1) Guionista gráfico (#1, 24) | [ 35 ] |
| 2018 | Banana Fish                                 | Hiroko Utsumi                                   | MAPPA                                  | Director de episodios (#4, 11) Guionista gráfico (#4) | [ 36 ] |
| 2019 | Granblue Fantasy The Animation Season 2     | Yui Umemoto                                     | MAPPA                                  | Guionista gráfico (#6) | [ 37 ] |
| 2020 | Listeners                                   | Hiroaki Andō                                    | MAPPA                                  | Director de episodio (#5) Guionista gráfico (#5) | [ 38 ] |
| 2020 | Mr Love: Queen's Choice                     | Munehisa Sakai                                  | MAPPA                                  | Director asistente Director de episodios (#2, 7) Guionista gráfico (#2, 12) | [ 39 ] |
| 2020 | Taiso Samurai                               | Hisatoshi Shimizu                               | MAPPA                                  | Director de episodio (#11) Guionista gráfico (#11) | [ 40 ] |
| 2020 | Shingeki no Kyojin: The Final Season Part 1 | Yūichirō Hayashi                                | MAPPA                                  | Director de episodio (#72) | [ 41 ] |
| 2021 | Zombieland Saga: Revenge                    | Munehisa Sakai                                  | MAPPA                                  | Director de episodios (#8, 11) Guionista gráfico (#10-11) | [ 42 ] |
| 2021 | RE-MAIN                                     | Masafumi Nishida Kiyoshi Matsuda                | MAPPA                                  | Director de episodio (#4) | [ 43 ] |
| 2021 | Digimon Ghost Game                          | Masato Mitsuka Masatoshi Chioka                 | Toei Animation                         | Guionista gráfico (#21) | [ 44 ] |
| 2024 | Ranma ½                                     | Kōnosuke Uda                                    | MAPPA                                  | Director Director de sonido Director de episodio (#1) Guionista gráfico (#1-2) | [ 45 ] |
| 2025 | Ranma ½ 2nd Season                          | Kōnosuke Uda                                    | MAPPA                                  | Director Director de sonido | [ 46 ] |

### Películas
Destaca papeles con funciones de dirección de series.
     Destaca papeles con funciones de asistente de dirección o supervisión.
| Año  | Título                                                                                  | Director(es)                             | Estudio        | Funciones          | Refs.                |
| ---- | --------------------------------------------------------------------------------------- | ---------------------------------------- | -------------- | ------------------ | -------------------- |
| 1995 | Bishōjo Senshi Sailor Moon SuperS: Sailor 9 Senshi Shūketsu! Black Dream Hole no Kiseki | Hiroki Shibata                           | Toei Animation | Director asistente | [ 47 ]               |
| 1998 | Ginga Tetsudō 999: Eternal Fantasy                                                      | Kōnosuke Uda                             | Toei Animation | Director           | [ 7 ]                |
| 2003 | One Piece Movie 04: Dead End no Bōken                                                   | Kōnosuke Uda                             | Toei Animation | Director           | [ 48 ]               |
| 2006 | One Piece Movie 07: Karakuri-jō no Mecha Kyohei                                         | Kōnosuke Uda                             | Toei Animation | Director           | [ 49 ]               |
| 2012 | Nijiiro Hotaru: Eien no Natsuyasumi                                                     | Kōnosuke Uda                             | Toei Animation | Director           | [ 50 ]               |
| 2025 | Zombie Land Saga: Yumeginga Paradise                                                    | Kōnosuke Uda Takafumi Ishida Takeru Satō | MAPPA          | Director jefe      | [ 51 ] [ 52 ] [ 53 ] |

### ONAs
| Año  | Título | Director(es)     | Estudio   | Funciones                 | Refs.  |
| ---- | ------ | ---------------- | --------- | ------------------------- | ------ |
| 2023 | Pluto  | Toshio Kawaguchi | Studio M2 | Director de episodio (#6) | [ 54 ] |

### Especiales
Destaca papeles con funciones de dirección de series.
| Año  | Título                                     | Director(es)              | Estudio        | Funciones                    | Refs.  |
| ---- | ------------------------------------------ | ------------------------- | -------------- | ---------------------------- | ------ |
| 1995 | Bishōjo Senshi Sailor Moon SuperS Specials | Kunihiko Ikuhara          | Toei Animation | Director de episodios (#1-2) | [ 55 ] |
| 2015 | One Piece: Adventure of Nebulandia         | Kōnosuke Uda              | Toei Animation | Director Guionista gráfico   | [ 56 ] |
| 2017 | Onagawa Chū Baske Bu: 5-nin no Natsu       | Kōnosuke Uda              | TYO Animations | Director Guionista gráfico   | [ 57 ] |
| 2018 | One Piece: Episode of Sorajima             | Kōnosuke Uda Tetsuya Endō | Toei Animation | Director jefe                | [ 58 ] |